# Cryphia
Cryphia é um gênero de traça pertencente à família Arctiidae.